# Andries Heidema
Andries Pieter Heidema (Groningen, 2 maart 1962) is een Nederlands bestuurder en ChristenUnie-politicus. Sinds 11 juli 2018 is hij commissaris van de Koning in Overijssel.

## Loopbaan
Heidema studeerde in Wageningen landinrichtingswetenschappen en voltooide deze studie in 1986. Hierna was hij onder meer beleidsmedewerker en projectmanager bij de Rijks Planologische Dienst en interim-manager op het ministerie van VROM.
Oorspronkelijk was Heidema lid van het Gereformeerd Politiek Verbond (GPV), een van de twee voorgangers van de ChristenUnie.
Vanaf 1988 was hij zestien jaar politiek actief in de Zuid-Hollandse gemeente Zoetermeer, eerst als adviseur van de combinatie GPV/ RPF/ SGP, vanaf 1990 als raadslid voor deze combinatie en vanaf 1998 ook als wethouder voor onder meer wijk- en buurtbeheer, natuur en milieu en kunst en cultuur.
Op 1 juli 2002 werd hij benoemd tot burgemeester van de gemeente Kesteren, vanaf april 2003 Neder-Betuwe genaamd. In 2002 was hij ook voorzitter van de selectiecommissie die André Rouvoet voordroeg voor het lijsttrekkerschap van de ChristenUnie voor de Tweede Kamerverkiezingen van 2003.

### Burgemeester van Deventer
In 2007 volgde Heidema James van Lidth de Jeude op als burgemeester van Deventer.
De benoeming van Heidema veroorzaakte vooraf enig tumult. Deventer kende van oudsher een links-liberale meerderheid in de politiek en sommigen waren van mening dat een burgemeester van orthodox-christelijke signatuur daar niet bij paste.
Op 13 februari 2013 besloot de Deventer gemeenteraad hem voor een nieuwe ambtstermijn van zes jaar voor te dragen. Op 4 juli dat jaar werd hij herbenoemd.
Met ingang van 11 juli 2018 volgde Ron König hem op als waarnemend burgemeester.

### Commissaris van de Koning in Overijssel
Op 16 mei 2018 hebben Provinciale Staten van de provincie Overijssel Heidema voorgedragen als nieuwe commissaris van de Koning (CvdK) in deze provincie. Op 25 mei 2018 heeft de ministerraad ingestemd met de voordracht en Heidema benoemd per 11 juli 2018. Op 27 juni 2018 werd Heidema hiertoe beëdigd door de koning.

## Andere functies
- voorzitter Vereniging Stadswerk, vanaf november 2006;
- voorzitter Regio Stedendriehoek, vanaf september 2007;
- lid van de Deltacommissie nieuwe stijl (september 2007 - september 2008);
- voorzitter VNG-commissie Ruimte en Wonen;
- regionaal ambassadeur Minder Regels Meer Service.

## Motorongeluk
Op 20 juli 2010 veroorzaakte Heidema in zijn woonplaats Diepenveen een eenzijdig motorongeluk. Hij liep daarbij een dubbele beenbreuk op zodat hij per ambulance naar het ziekenhuis moest worden vervoerd. Heidema, die geen helm droeg en ook geen motorrijbewijs had, deed zelf aangifte van zijn overtreding.

## Persoonlijk
Andries Heidema is gehuwd en heeft vier kinderen.

## Trivia
In april 2014 trad burgemeester Heidema op als 'edelfigurant' in de musical Moulin Rouge van Deventer Musical. Hij figureerde als klant van de nachtclub.
In juni 2019 trad burgemeester Heidema op als 'figurant' in de musical De Venter van 3GK Deventer. Hij figureerde als burgemeester, hij sprak de medebewoners van Deventer toe.